# طیف‌سنجی گاما
طیف‌سنجی گاما، (انگلیسی: Gamma spectroscopy)، یک مطالعهٔ کمّی طیف‌های انرژی از منابع گاما، مانند صنعت هسته‌ای، تحقیقات ژئوشیمیایی و اخترفیزیک است.
بیشتر منابعِ رادیواکتیو پرتو گاما را تولید می‌کنند که این انتشارات از انرژی و شدت‌های مختلفی برخوردار هستند. هنگامی که این انتشارات با یک سیستم طیف‌سنجی شناسایی و تحلیل شوند، یک طیف‌سنج انرژی گاما را می‌توان تولید کرد.
تجزیه و تحلیل دقیق این طیف به‌طور معمول برای تعیین هویت و کمیت امواج گامای موجود در منبع گاما استفاده می‌شود و یک ابزار حیاتی در آزمایش تابش‌سنجی است. طیف گاما از مشخصه‌های نوکلید گاما در منبع است، همانند طیف‌سنجی نوری، طیف نوری مشخصهٔ مواد موجود در یک نمونهٔ مورد بررسی است.

## ویژگی‌های پرتو گاما

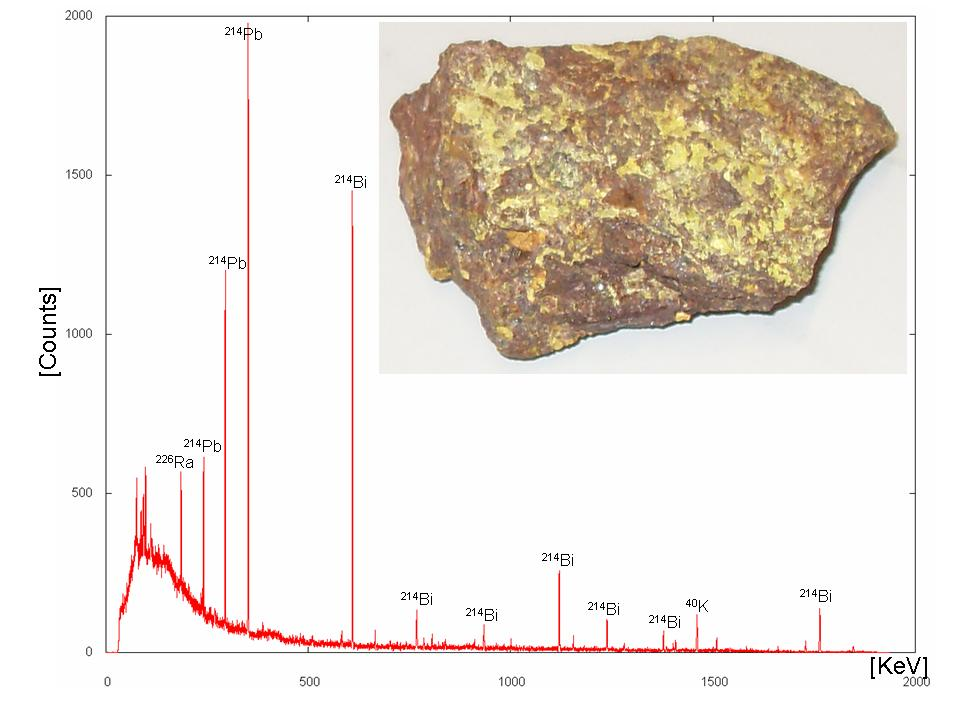
طیف پرتو گامای قطعه‌ای از اورانیم طبیعی؛ که با نشان دادن حدود دوازده خط مشخص جدا از هم که بر روی یک خط با پیوستگی یک‌نواخت قرار گرفته‌اند، امکان شناسایی نوکلئوتیدهای رادیوم ۲۲۶، سرب ۲۱۴، بیسموت ۲۱۴ را در زنجیره واپاشی اورانیوم فراهم ساخته‌است.
«، ، و »

پرتوهای گاما بالاترین شکل انرژی تابش الکترومغناطیسی هستند که از دیدگاه فیزیکی (جسمی) همانند دیگر گونه‌ها (مانند پرتو ایکس، نور مرئی، فروسرخ، رادیو) هستند اما دارای (به‌طور کلی) انرژی فوتونی بالاترند و این به دلیل طول موج کوتاه‌تر آن‌هاست و این به دلیل طول موج کوتاه‌تر آن‌ها است. از این رو، انرژی فوتونی فوتون‌های گاما را می‌توان به‌صورت جداگانه تحلیل کرد، و یک طیف‌سنج گاما می‌تواند انرژی‌های فوتون‌های گاما را شناسایی کند.
هسته‌های رادیواکتیو (ایزوتوپ پرتوزا) به‌طور معمول موج پرتو گاما را در محدودهٔ انرژی از چند keV تا ~ 10 MeV انتشار می‌دهند که مربوط به مقدار سطح انرژی معمولی در هسته‌های با عمر طولانی درخور و قابل توجه است.